# Zion Train
Zion Train – zespół dubowo-reggae'owy założony w 1990 w Londynie. Trzon grupy stanowi DJ Neil Perch. Ich pierwsze albumy wydane na siedmiocalowych singlach "Power One" i "Power Two" stały się hitami na scenie dubowej we wczesnych latach 90. Drugi album pt. Natural Wonders of the World in Dub pojawił się na listach brytyjskiej muzyki alternatywnej w 1994, a w ślad za nim kilka mniejszych EP. Pracowali także nad remiksami The Shamen, Afro Celt Sound System, Loop Guru i innych. Wydawali zarówno na winylu i na CD pod swoim własnym szyldem Universal Egg do 1995, kiedy podpisali kontrakt z China Records. Od 1999 wydają znów we własnej wytwórni. Wiele z mniej znanego wcześniej materiału pojawiło się w reedycjach w 2005.
Ostatnio, wczesne albumy takie jak 'A Passage To Indica', były wymieniane jako mające zasadniczy wpływ na gatunki minimal techno i minimal dub. W 2001 w zespole miał miejsce przykry zatarg. W efekcie Neil Perch poprowadził zespół z zupełnie nowym line-upem, z długoletnim trębaczem Dave'em Hake'em, puzonistą Bigga i z doborem międzynarodowych muzyków sesyjnych i wokalistów studyjnych. W ten sposób powstał album Live As One, który zdobył nagrodę 'Jamaican Reggae Grammy 2007' za najlepsze nagranie dubowe.

## Dyskografia
- A Passage to Indica (Universal Egg, 1993)
- Natural Wonders of the World in Dub (Universal Egg, 1994)
- Siren (China Records, 1995)
- Homegrown Fantasy (China, 1995)
- Grow Together (China, 1996)
- Single Minded and Alive (kompilacja, 1997)
- Love Revolutionaries (Universal Egg, 2000)
- Secrets of the Animal Kingdom in Dub (Universal Egg, 2000; nagrano w 1994)
- Original Sounds of the Zion (Universal Egg, 2002)
- Original Sounds of the Zion Remixed (Universal Egg, 2004)
- Live as One (Universal Egg, 2007)
- Dub Revolutionaries (Universal Egg, 2011; składanka The Best Of)
- State Of Mind (Universal Egg, 2011)

## Skład
- Neil Perch – gramofony, bas, elektronika, produkcja (1988–)
- David Tench – trąbka, produkcja (–2001)
- Dave Hake – trąbka (1990–)
- Chris – puzon (–2001)
- Forkbeard – puzon (–2001)
- Bigga – puzon (1999–)
- Colin Cod – melodika (—2001)
- Molara – wokal (–2006)
- Dubdadda – wokal (2001–)